# Канадский веретенник
Кана́дский верете́нник, или гудзонский веретенник (лат. Limosa haemastica) — птица семейства бекасовых.

## Описание
Длина от 37 до 42 см. Клюв розового цвета, длиной 8 см направлен вверх. Масса 195—358 г. Длинные ноги чёрного цвета. Грудь и бока имеют частые полоски, брюхо имеет ясный волнистый узор. Гузка белого цвета. Чёрный хвост имеет белую окантовку. Верх бурого цвета с пестринами. Зимнее оперение самцов от груди до брюха каштанового цвета. Самки окрашены темнее. Зимой оперение на спине у особей обоего пола серого, а грудь более светлого цвета. В полёте видны чёрные подкрыльные перья. Крик звучит как «тавит».

## Местообитание
Канадский веретенник обитает на пресноводных болотах в северной Канаде и на Аляске (заливы Кука, Коцебу и Нортон Бэй), а также на реке Маккензи, на северо-западе Британской Колумбии до Гудзонова залива. Весной мигрирует к Великим Равнинам. Места зимовок расположены на Огненной Земле и Фолклендских островах, причём осенью тысячи птиц собираются в заливе Джеймса и летят затем без остановок в Южную Америку. Летом обитает в арктической тундре.

## Размножение
Канадский веретенник гнездится на земле, в хорошо скрытом месте на болотистой местности. Самка откладывает обычно 4 яйца оливково-коричневого цвета с более тёмными пятнами. Инкубационный период — 22 дня. Оба родителя заботятся о птенцах, которые через месяц после вылупления становятся на крыло.

## Питание
Питается насекомыми, ракообразными, моллюсками, морскими червями.

## Угроза
В XIX веке канадский веретенник встречался очень часто. Неумеренная охота сильно сократила популяцию птиц уже в 1920-х годах. На сегодня стабильная численность этих птиц составляет около 50 000 особей. И всё-таки осушение болот, вмешательство человека и загрязнение окружающей среды может повторно привести к снижению численности этого вида, так как 80 % мировой популяции распространено на ограниченной территории гнездовий.